# Zahra Ouaziz
Zahra Ouaziz (زهرة وعزيز) née le 20 décembre 1969 à Oulmès, est une athlète marocaine spécialiste des courses de fond.

## Carrière
Vainqueur des Jeux de la Francophonie 1994, Zahra Ouaziz se distingue dès l'année suivante en montant sur la troisième marche du podium du 5 000 mètres des Championnats du monde de Göteborg, derrière l'Irlandaise Sonia O'Sullivan et la Portugaise Fernanda Ribeiro. En 1998, elle se classe deuxième de l'épreuve courte des Championnats du monde de cross et devient quelques mois plus tard Championne d'Afrique du 3 000 mètres. Elle établit début septembre la meilleure performance de sa carrière sur 5 000 m en signant le temps de 14 min 32 s 08 lors du meeting ISTAF de Berlin. Vice-championne du monde en salle du 3 000 mètres en début de saison 1999, elle remporte une nouvelle médaille d'argent lors des Championnats du monde en plein air de Séville où elle s'incline de près de deux secondes face à la Roumaine Gabriela Szabo dans l'épreuve du 5 000 mètres. Son dernier podium lors d'une compétition internationale majeure est obtenue en 2000 durant les Championnats du monde de cross où Zahra Ouaziz se classe deuxième de l'épreuve courte derrière l'Éthiopienne Kutre Dulecha.
Sur le plan national, elle est sacrée championne du Maroc du 3 000 mètres en 1992 et du 5 000 mètres en 1994.

## Famille
Elle est la sœur de Seloua Ouaziz.

## Records personnels
- 1 500 m - 4 min 00 s 60 (1998)
- 3 000 m - 8 min 26 s 48 (1999)
- 5 000 m - 14 min 32 s 08 (1998)
- 10 000 m - 31 min 04 s 64 (1994)

## Palmarès
| Année | Compétition                    | Lieu      | Place | Épreuve       |
| ----- | ------------------------------ | --------- | ----- | ------------- |
| 1994  | Jeux de la Francophonie        | Paris     | 1re   | 10 000 m      |
| 1995  | Championnats du monde          | Göteborg  | 3e    | 5 000 m       |
| 1997  | Jeux méditerranéens            | Bari      | 3e    | 5 000 m       |
| 1998  | Championnats du monde de cross | Marrakech | 2e    | Cross country |
| 1998  | Championnats d'Afrique         | Dakar     | 1re   | 3 000 m       |
| 1999  | Championnats du monde en salle | Maebashi  | 2e    | 3 000 m       |
| 1999  | Championnats du monde          | Séville   | 2e    | 5 000 m       |
| 2000  | Championnats du monde de cross | Vilamoura | 2e    | Cross country |